# دورائمون: جنگ ستارگان کوچک نوبیتا ۲۰۲۱
دورائمون: جنگ ستارگان کوچک نوبیتا ۲۰۲۱ (به انگلیسی: Doraemon: Nobita's Little Star Wars 2021) یک فیلم پویانمایی حماسی اپرای فضایی ژاپنی از سال ۲۰۲۲ است. این چهل و یکمین فیلم دورائمون و بازسازی نسخه‌ای از سال ۱۹۸۵ به همین نام است.

## داستان
یک روز، نوبیتا موشک کوچکی را انتخاب می‌کند که از آن یک موجود بیگانهٔ انسان‌نما به نام پاپی بیرون می‌آید. او از سیاره‌ای به نام پیریکا به زمین می‌آید تا از ارتش شیطانی PCIA فرار کند. دورائمون و دوستانش در ابتدا از اندازهٔ کوچک پاپی گیج می‌شوند، اما با یک ابزار به نام «نور خُرد» کوچک می‌شوند و با هم بازی می‌کنند.
با این حال، یک کشتی جنگی نهنگ شکل که در تعقیب پاپی بود به زمین می‌آید و به آنها حمله می‌کند. پاپی خود را سرزنش می‌کند که همه را درگیر کرده‌است اما سعی می‌کند با ارتش PCIA مبارزه کند. دورائمون و دوستانش برای محافظت از پاپی و سیاره‌اش به پیریکا سفر می‌کنند.

## بازیگران
| شخصیت             | صداپیشه                      |
| ----------------- | ---------------------------- |
| دورائمون          | واسابی میزوتا                |
| نوبیتا نوبی       | مگومی اوهارا                 |
| شیزوکا میناموتو   | یومی کاکازو                  |
| سونئو هونکاوا     | توموکازو سکی                 |
| تاکشی «گیان» گودا | سوبارو کیمورا                |
| پاپی              | رومی پاکو                    |
| پینا              | مایو ماتسواوکا               |
| روکوروکو          | یوکی کاجی                    |
| دوراکورورو        | جونیچی سووابه                |
| گیلمور            | ترویوکی کاگاوا               |
| رهبر زیرزمینی     | تاکاشی اوتسومی (پسر شیرفروش) |
| خلبان             | تاکاشی کومبا (پسر شیرفروش)   |
| تاماکو نوبی       | کوتونو میتسویشی              |
| مادرِ شیزوکا       | آی اوریکاسا                  |
| هیدتوشی دکیسوگی   | شیهوکو هاگینو                |

## انتشار
این فیلم در تاریخ ۴ مارس ۲۰۲۲ در ژاپن پس از به تعویق افتادن از ۵ مارس ۲۰۲۱ به دلیل دنیاگیری کووید-۱۹ در سینماها اکران شد. لوته سینما، پخش کننده ویتنامی فیلم، این فیلم را در ۲۷ مه ۲۰۲۲ در ویتنام منتشر کرد. این فیلم توسط اودکس در مالزی در ۱۶ ژوئن ۲۰۲۲ اکران شد.

## فروش گیشه
دورائمون: جنگ ستارگان کوچک نوبیتا ۲۰۲۱ در اولین آخر هفته، با فروش حدود ۳۵۰٫۰۰۰ بلیط در سه روز اول به شماره یک جدول تبدیل شد.
جدولی که گیشه این فیلم در تمام تعطیلات آخر هفته ژاپن را نشان می‌دهد:
| آخر هفته | رتبه | ناخالص آخر هفته                                                                          | مجموع ناخالص تا آخر هفته جاری                                                                | منبع   |
| -------- | ---- | ---------------------------------------------------------------------------------------- | -------------------------------------------------------------------------------------------- | ------ |
| ۱        | ۱    | ¥۳۹۴ میلیون (۳٫۴۱ میلیون دلار آمریکا)                                                    | ¥۴۴۰ میلیون (۳٫۸۱ میلیون دلار آمریکا)                                                        | [ ۱۱ ] |
| ۲        | ۱    | ¥۲۸۱ میلیون (۲٫۳۷ میلیون دلار آمریکا (خطای عبارت: عملگر and دور از انتظار دلار در ۲۰۲۵)) | ¥۸۰۰ میلیون (۶٫۷۶ میلیون دلار آمریکا (خطای عبارت: عملگر and دور از انتظار دلار در ۲۰۲۵))     | [ ۱۲ ] |
| ۳        | ۲    | ¥۲۳۶ میلیون (۱٫۹۵ میلیون دلار آمریکا (خطای عبارت: عملگر and دور از انتظار دلار در ۲۰۲۵)) | ¥۱٫۳ میلیارد (۱۰٫۷۹ میلیون دلار آمریکا (خطای عبارت: عملگر and دور از انتظار دلار در ۲۰۲۵))   | [ ۱۳ ] |
| ۴        | ۳    | ¥۱۷۹ میلیون (۱٫۴۴ میلیون دلار آمریکا (خطای عبارت: عملگر and دور از انتظار دلار در ۲۰۲۵)) | ¥۱٫۶ میلیارد (۱۲٫۹۲ میلیون دلار آمریکا (خطای عبارت: عملگر and دور از انتظار دلار در ۲۰۲۵))   | [ ۱۴ ] |
| ۵        | ۳    | ¥۱۴۹ میلیون (۱٫۲۱ میلیون دلار آمریکا (خطای عبارت: عملگر and دور از انتظار دلار در ۲۰۲۵)) | ¥۲٫۱ میلیارد (۱۷٫۱ میلیون دلار آمریکا (خطای عبارت: عملگر and دور از انتظار دلار در ۲۰۲۵))    | [ ۱۵ ] |
| ۶        | ۳    | ¥۱۴۹ میلیون (۱٫۲۱ میلیون دلار آمریکا (خطای عبارت: عملگر and دور از انتظار دلار در ۲۰۲۵)) | ¥۲٫۳ میلیارد (۱۸٫۳ میلیون دلار آمریکا (خطای عبارت: عملگر and دور از انتظار دلار در ۲۰۲۵))    | [ ۱۶ ] |
| ۷        | ۴    | ¥۵۳٬۹۲۳٬۷۰۰ (۴۲۲۶۰۰ دلار آمریکا (۴۲۲٬۶۰۰ دلار در ۲۰۲۵))                                  | ¥۲٬۴۵۵٬۰۴۲٬۸۰۰ (۱۹٫۲ میلیون دلار آمریکا (خطای عبارت: عملگر and دور از انتظار دلار در ۲۰۲۵))  | [ ۱۷ ] |
| ۸        | ۸    | ¥۳۴٬۶۶۰٬۰۵۰ (۲۷۱۰۰۰ دلار آمریکا (۲۷۱٬۰۰۰ دلار در ۲۰۲۵))                                  | ¥۲٬۴۹۸٬۶۸۹٬۶۰۰ (۱۹٫۵ میلیون دلار آمریکا (خطای عبارت: عملگر and دور از انتظار دلار در ۲۰۲۵))  | [ ۱۸ ] |
| ۹        | ۸    | ¥۳۴٬۵۲۲٬۹۰۰ (۲۶۵۶۰۰ دلار آمریکا (۲۶۵٬۶۰۰ دلار در ۲۰۲۵))                                  | ¥۲٬۵۵۸٬۰۰۹٬۸۰۰ (۱۹٫۶ میلیون دلار آمریکا)                                                     | [ ۱۹ ] |
| ۱۰       | ۱۰   | ¥۱۵٬۲۵۸٬۷۰۰ (۱۱۷۲۰۰ دلار آمریکا (۱۱۷٬۲۰۰ دلار در ۲۰۲۵))                                  | ¥۲٬۶۲۷٬۱۶۰٬۳۵۰ (۲۰٫۱۸ میلیون دلار آمریکا (خطای عبارت: عملگر and دور از انتظار دلار در ۲۰۲۵)) | [ ۲۰ ] |

## رسانه‌های دیگر

### بازی ویدیویی
یک نینتندو سوئیچ بر اساس این فیلم توسط فورایو ساخته شد و قرار بود در ۴ مارس ۲۰۲۱ منتشر شود، اما انتشار آن به همراه فیلم به دلیل دنیاگیری کووید-۱۹ به تعویق افتاد. این بازی در ۴ مارس ۲۰۲۲ منتشر شد.